# Средний Каретный переулок
Сре́дний Каре́тный переу́лок (до 1922 — Средний Спасский переулок) — переулок в Центральном административном округе города Москвы. Проходит от улицы Каретный Ряд до Большого Каретного переулка. Нумерация домов ведётся от улицы Каретный Ряд.

## Происхождение названия
Название 1922 года дано по находившемуся здесь Каретному ряду, где изготавливались и продавались кареты и экипажи.

## История
Уже в XVII веке эта местность называлась Тележным рядом, так как тут жили мастера-тележники, которые изготавливали и торговали телегами и другими повозками. В XVIII веке производство усложнилось, началось изготовление карет, и Тележный ряд стал Каретным. Со временем мастерские по изготовлению карет были закрыты, но торговля экипажами велась в этом районе вплоть до начала XX века. По данным справочника «Вся Москва» (1902) здесь располагались крупные фирмы «экипажного фабриканта Ильина», «Экипажной фабрики братьев Марковых» и ряд фирм поменьше.
В дореволюционное время три переулка Каретного ряда носили название Спасских из-за находящейся в этом районе церкви Спаса Преображения XVII века (снесена).
В 1922 году Большой, Средний и Малый Спасский переулки были переименованы соответственно в Большой, Средний и Малый Каретные переулки.

## Примечательные здания и сооружения
По чётной стороне:
- № 4 — Доходный дом (ок. 1888, 1913—1914, архитектор А. Э. Эрихсон)